# 拝啓、奇妙なお隣さま
『拝啓、奇妙なお隣さま』（はいけい きみょうなおとなりさま）は、2023年7月16日（15日深夜）にテレビ朝日系列で放送されたテレビドラマ。主演はテレビドラマ単独初主演となる川﨑皇輝。
第22回テレビ朝日新人シナリオ大賞受賞作品。

## 登場人物

### 主要人物
山村陸（やまむら りく）〈18〉
演 - 川﨑皇輝
ひき逃げ事故に遭った高校生。昏睡状態に陥っている。
桑部佑太（くわべ ゆうた）〈17〉
演 - 大東立樹
高校生。陸の隣のベットの患者・桑部辰郎の息子。
桑部辰郎（くわべ たつろう）
演 - 鈴木浩介
高校教師。陸と同室の患者。1年以上昏睡状態に陥っている。
川口修吉（かわぐち しゅうきち）
演 - 平泉成
ベテラン声優。陸と同室の患者。3年間昏睡状態に陥っている。

### 周辺人物
山村浩（やまむら ひろし）
演 - 尾上寛之
陸の父。会社員。
山村聡子（やまむら さとこ）
演 - 前田亜季
陸の母。
桑部紗江（くわべ さえ）
演 - 映美くらら
佑太の母。
川口史子（かわぐち ふみこ）
演 - 入山法子
詩人。修吉の娘。

## スタッフ
- 脚本 - 若杉栞南[1]
- 主題歌 - 野田愛実「ロスタイム」（avex trax）[3]
- 演出 - 竹園元（テレビ朝日）[4]
- 音楽 - コトブキミュージックラボ（芹澤みづき）[5]
- ロケ協力 - 深谷市、深谷フィルムコミッション、東京成徳大学深谷高等学校 ほか
- 技術協力 - フォーチュン
- 美術協力 - BEENS
- 音響効果 - メディアハウスサウンドデザイン
- ポスプロ - ブル
- ゼネラルプロデューサー - 服部宣之（テレビ朝日）[4]
- プロデューサー - 髙木萌実（テレビ朝日）、山川秀樹（テレビ朝日）、布施等（MMJ）[4]
- 制作 - テレビ朝日、MMJ[4]